# 6,5-300 Weatherby Magnum

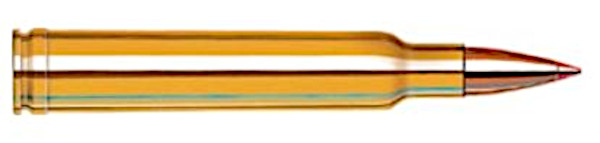
O 6,5-300 Weatherby Magnum.

O 6,5-300 Weatherby Magnum é um cartucho de fogo central cinturado em forma de "garrafa" no calibre 6,5 mm criado pela Weatherby em 2016 como sua própria versão para o mercado cada vez maior de rifles de longo alcance de 6,5 mm.

## Antecedentes
Como o mais novo na linha da Weatherby, o 6,5-300 Weatherby Magnum foi projetado para competir diretamente com os 26 Nosler.

## Performance
A Weatherby o anuncia como o cartucho de 6,5 mm mais rápido disponível.

## Dimensões

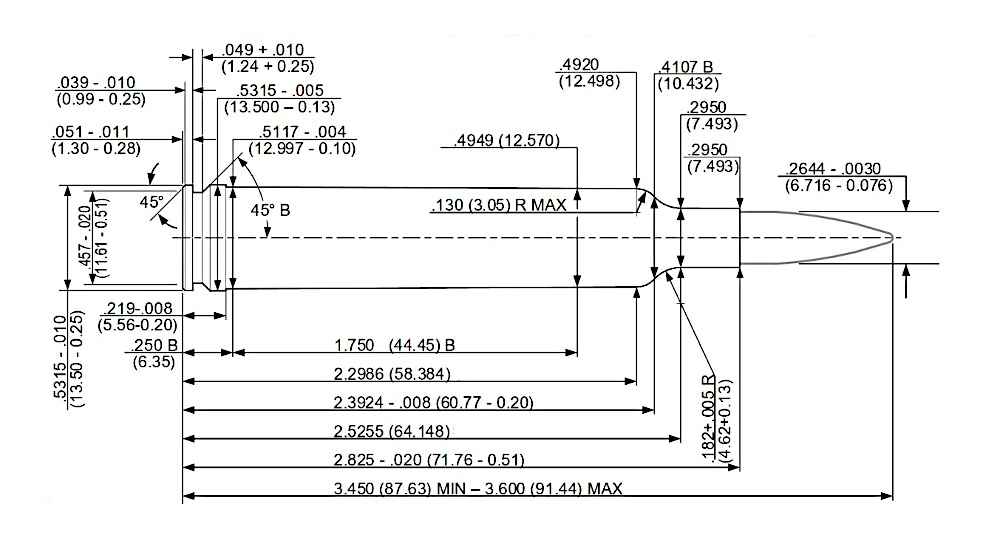